# Tonhalle
Résidence
La Tonhalle Zürich  est la principale salle de concerts symphoniques de la ville de Zurich. Elle se situe dans le complexe du Kongresshaus, au centre de la ville, près du lac de Zurich et de la Bürkliplatz.
Elle contient plusieurs salles de concerts, la plus grande étant la grosser Saal, d’une capacité de 1455 places, salle d'une grande qualité acoustique.

## Histoire
L'édifice a été construit de 1892 à 1895 par le cabinet d’architectes viennois Fellner & Helmer (en), qui avaient également construit en 1891 l’Opernhaus de Zurich (appelé jusqu’en 1964  Stadttheater). L'inauguration eut lieu en 1895 en présence de Johannes Brahms. À l’occasion de travaux de rénovation entrepris en 2016, l'orgue réalisé en 1984 par Kleuker-Steimayer et Jean Guillou fut remplacé en 2021 par celui du facteur d’orgues suisse Kuhn (de), dont le fondateur avait fabriqué l’orgue initial en 1872.